# District de Vic-Bigorre
Le district de Vic-Bigorre est une ancienne division territoriale française du département des Hautes-Pyrénées de 1790 à 1795.
Il était composé des cantons de Vic Bigorre, Castelnau, Maubourguet et Rabastens.